# حفلة عيد الميلاد (فلم 2016)
حفلة عيد الميلاد (بالإنجليزية: Office Christmas Party) فيلم كوميدي أمريكي صدر في 9 ديسمبر 2016 من إخراج جوش جوردن وويل سبيك وكتاب جوستين مالين ولورا سولون ، استنادًا إلى قصة كتبها جون لوكاس وسكوت مور.
شارك في الفلم مجموعة من الممثلين، من ذلك جيسون بيتمان وأوليفيا مون وتي جي ميلر وجيليان بيل وفانيسا باير وكورتني بي فانس وروب كوردرد وكيت ماكينون وجنيفر أنيستون ، تم توزيع الفيلم عن طريق باراماونت في 2016 وحقق 114 مليون دولار في جميع أنحاء العالم.

## القصة
تدور أحداث الفيلم حول أحد أفرع شركات التكنولوجيا الني نتواجد في شيكاغو و تعاني من انخفاض ألارباح الفصلية، وبالتالي فإن رئيسة الشركة و التي تدعى كارول قررت خفض عدد الموظفين بنسبة 40% و إلغاء الحوافز و حفلة عيد الميلاد في نهاية السنة.

## روابط خارجية
- مقالات تستعمل روابط فنية بلا صلة مع ويكي بيانات